# Dorchester Hotel
The Dorchester er et femstjernet luksushotel på Park Lane og Deanery Street i London øst for Hyde Park. Det er et af verdens mest prestigefyldte og dyre hoteller. The Dorchester åbnede 18. April 1931 og har bevaret møbler og indretning fra 1930'erne.
I hele historien har hotellet været tæt associeret med rige og berømte personer. I 1930'erne blev det kendt  stedet for adskillige forfattere og kunstnere som digteren Cecil Day-Lewis, romanforfatteren Somerset Maugham og maleren sir Alfred Munnings. Det har beholdt anseelsen til litterære forsamlinger som "Foyles Literary Luncheons", som stadig afholdes på hotellet. Under anden verdenskrig gav konstruktionen hotellet ry som en af Londons sikreste bygninger, og det blev brugt til både politiske og militære formål. Dronning Elizabeth 2. af Storbritannien kom på The Dorchester som prinsesse dagen inden, hun annoncerede sin forlovelse med prins Philip den 10. juli 1947. Hotellet er siden blevet særlig populært blandt filmskuespillere, modeller og rockstjerne, og Elizabeth Taylor og Richard Burton boede ofte på hotellet i 1960'erne og 1970'erne. I januar 1981 blev hotellet en listed building af anden grad, og det blev købt af sultanen af Brunei i 1985. Det tilhører Dorchester Collection, som ejes af Brunei Investment Agency (BIA), der er en gren af Bruneis finansministerie.
I 1950'erne udførte designeren Oliver Messel en række ændringer af hotellets interiør. Mellem 1988 og 1990 blev hotellet fuldstændigt renoveret for omkring $100 mio. af Bob Lush fra Richmond Design Group.
I dag har The Dorchester fem restauranter: The Grill, Alain Ducasse, The Spatisserie, The Promenade, and China Tang. Alain Ducasses restaurant er en af Storbritannien 3-stjernede Michelinrestauranter. Afternoon tea, der er blevet serveret siden grundlæggelsen, serveres alle ugens dage kl. 17 på The Promenade og Spatisserie. Harry Craddock, en kendt bartender fra 1930'erne, opfandt cocktailen "Dorchester of London" i Dorchester Bar. Det store platantræ i hotellets forhave blev listet som et Great Trees of London af London Tree Forum og Countryside Commission i 1997.